# Chanterelle noircissante
Craterellus melanoxeros
Espèce
Synonymes
- Cantharellus melanoxeros Desm., 1830

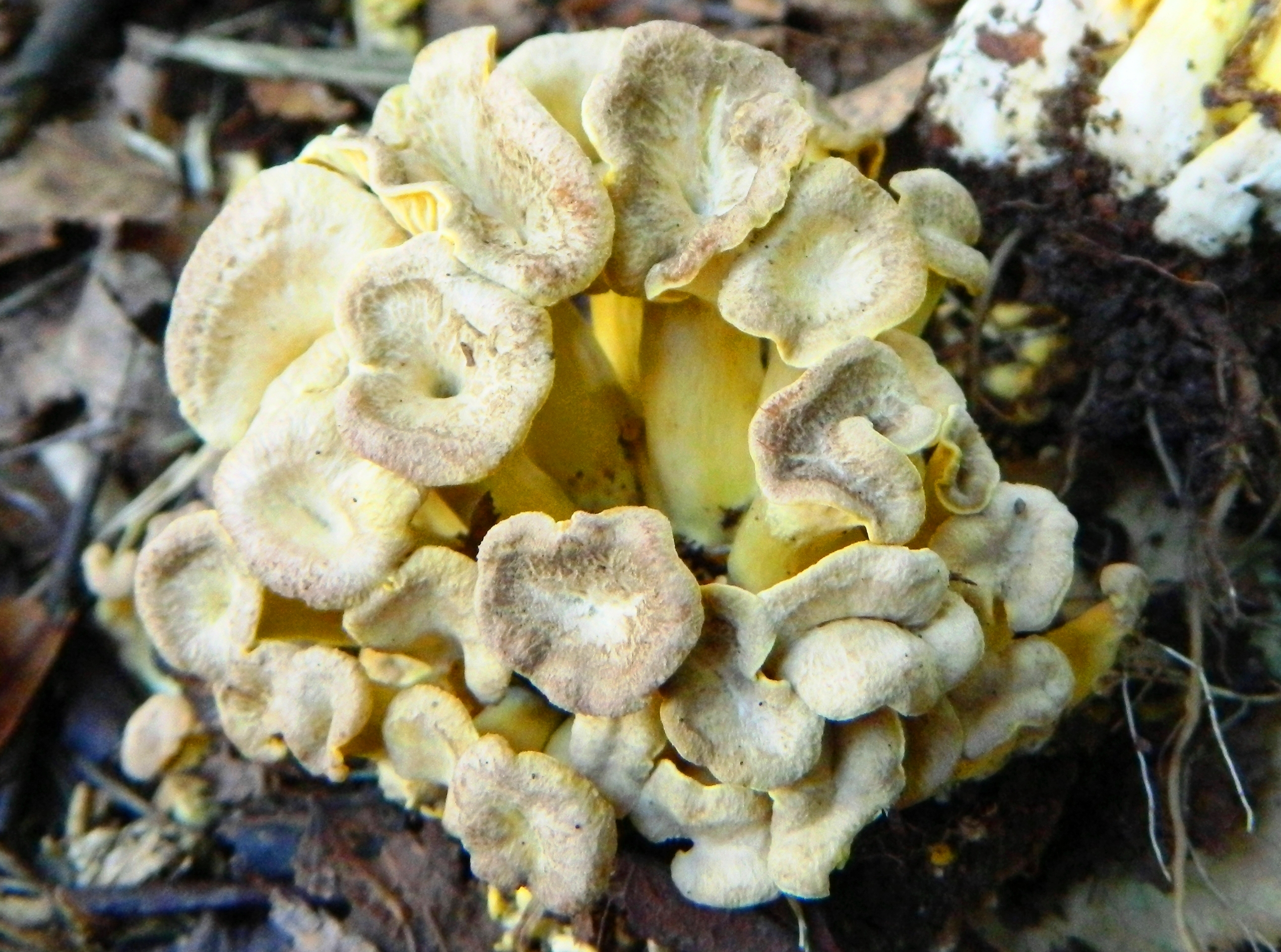
Cantharellus melanoxeros (Castelfranco di Sopra, Italie).

La Chanterelle noircissante (Craterellus melanoxeros) est une espèce de champignons de la famille des Cantharellaceae. Se développant principalement au sein des hétraies européennes, cette chanterelle comestible est considérée comme rare et est parfois protégée.

## Description
Le sporophore de la Chanterelle noircissante, présente la forme d'entonnoir typique des Chanterelles, mesurant de 3 à 9 cm dans son diamètre le plus haut, monté sur un pied élancé de 3 à 10 cm de haut pour 0,4 à 1 cm de diamètre. Le dessus du chapeau est jaunâtre (de jaune ochracé terne à jaune citron). Ses lamelles régulières sont colorées d'un gris jaunâtre à un gris violacé pâle. Le corps entier du fruit noircit lorsqu'il est meurtri. La chair est douce et l'odeur faible,.
Il est possible de confondre Cantharellus melanoxeros avec d'autres Cantharellus ou Craterellus jaune pâle. Cependant, la chair noircissant lorsqu'elle est blessée est un critère discriminant caractéristique de cette espèce. L'utilisation de phénol permet également une détermination correcte : il colore la chair en grisâtre puis en noirâtre chez Cantharellus melanoxeros et en orangé-rosâtre puis lentement en brun-chocolat chez Craterellus ianthinoxanthus.

## Écologie et distribution
La Chanterelle noircissante est un champignon mycorhizien se développant en symbiose avec de nombreux feuillus et plus rarement certains conifères. On la retrouve sur l'ensemble du continent européen au sein des forêts de feuillus âgées et des pessières ouvertes de Fennoscandie ; des hêtraies à Aspérules d'Autriche, d'Allemagne, de France, de Suisse et du Luxembourg ; des hétraies à Céphalanthère d'Allemagne, du Danemark et de Slovénie ; des hétraies à Luzule d'Allemagne, du Luxembourg et de Suisse ; et des chênaies-charmaies de France, d'Autriche, de Suisse et de Slovénie.
Craterellus melanoxeros est une espèce présente sur les listes rouges de l'Autriche (rare), du Danemark (éteinte), de Finlande (quasi-menacée), France (vulnérable), en Allemagne (en danger), Suisse (vulnérable), Espagne (vulnérable), Hongrie (en danger) et en Norvège (vulnérable). En 2006, 44% des stations officiellement connues étaient protégées par le cadre législatif Natura 2000.

## Comestibilité
La Chanterelle noircissante est un comestible savoureux souvent ramassé par les cueilleurs de champignons et occasionnellement vendu sur les étals de marchés. Sa valeur marchande n'est néanmoins pas très importante,,.

## Systématique
Le nom correct complet (avec auteur) de ce taxon est Craterellus melanoxeros (Desm.) Pérez-De-Greg., 2000.
L'espèce a été initialement classée dans le genre Cantharellus sous le basionyme Cantharellus melanoxeros Desm., 1830.
Ce taxon porte en français le nom vernaculaire ou normalisé suivant : Chanterelle noircissante.
Craterellus melanoxeros a pour synonymes :
- Cantharellus melanoxeros Desm., 1830